# Стапгорст
Стапгорст (нід. Staphorst, нід. вимова: [ˈstɑpɦɔrst] ( прослухати)) — місто і муніципалітет на сході Нідерландів, у провінції Оверейсел.

## Географія

### Населені пункти муніципалітету
Міста
- Стапгорст

Села
- Ейгорст
- Раувен

### Топографія
Нідерландська топографічна карта муніципалітету Стапгорст, червень 2015 року

## Соціальні особливості
Громада є одним з осередків кальвінізму у Нідерландах, що накладає відбиток на соціальні показники. Зокрема Стапгорст є одним із лідерів у Нідерландах за сумарним коефіцієнтом народжуваності, який на 2016 рік складав 2,65 дитини на одну жінку.
З іншого боку религійність мешканців муніципалітету спричиняє низькі, як для Західної Європи, показники вакцинації від інфекційних хвороб, зокрема поліомієліту. Зокрема 1971 року Стапгорст став центром спалаху цієї хвороби, внаслідок якої п'ятеро людей померли, а ще низка стали інвалідами.

## Визначні мешканці
- Марк Гаутзагер (нар. 1971 у Раувені) — нідерландський вершник, олімпійський медаліст
- Берт Контерман (нар. 1971 у Раувені) — нідерландський футболіст
- Грета Сміт (нар. 1976 у Раувені) — нідерландська ковзанярка, олімпійська чемпіонка 2002 року

## Галерея

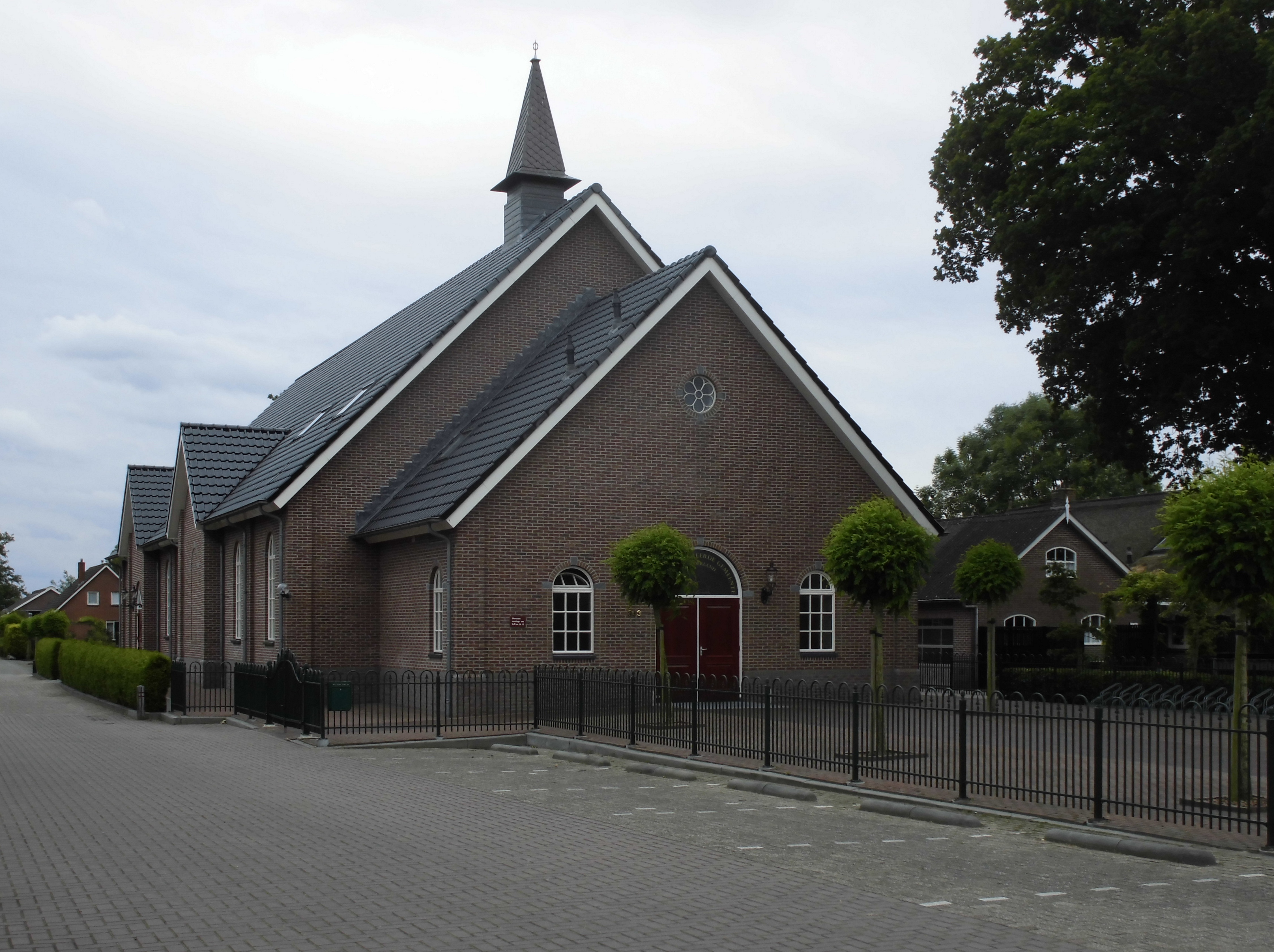
Церква у Раувені
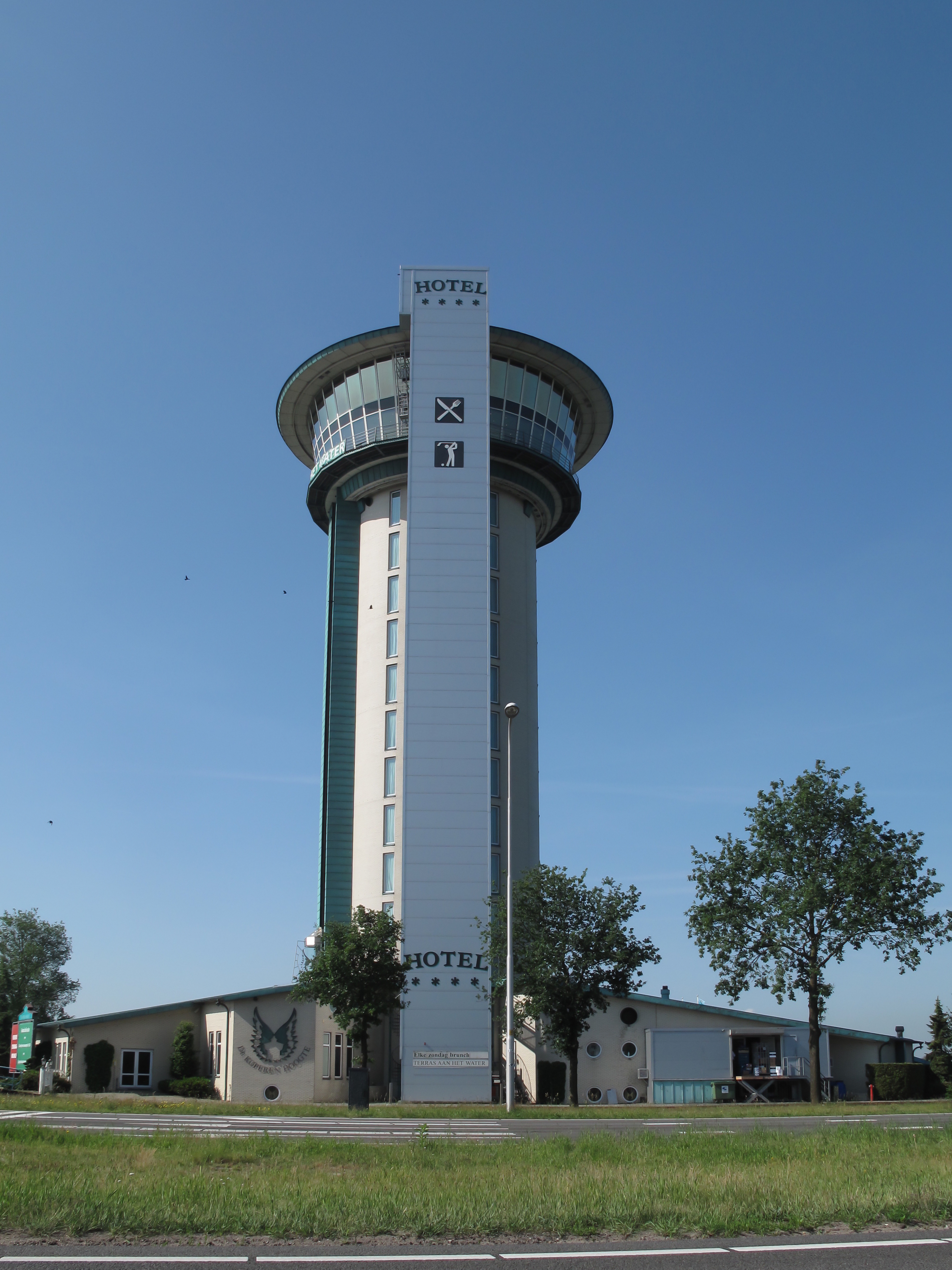
Готель у Раувені
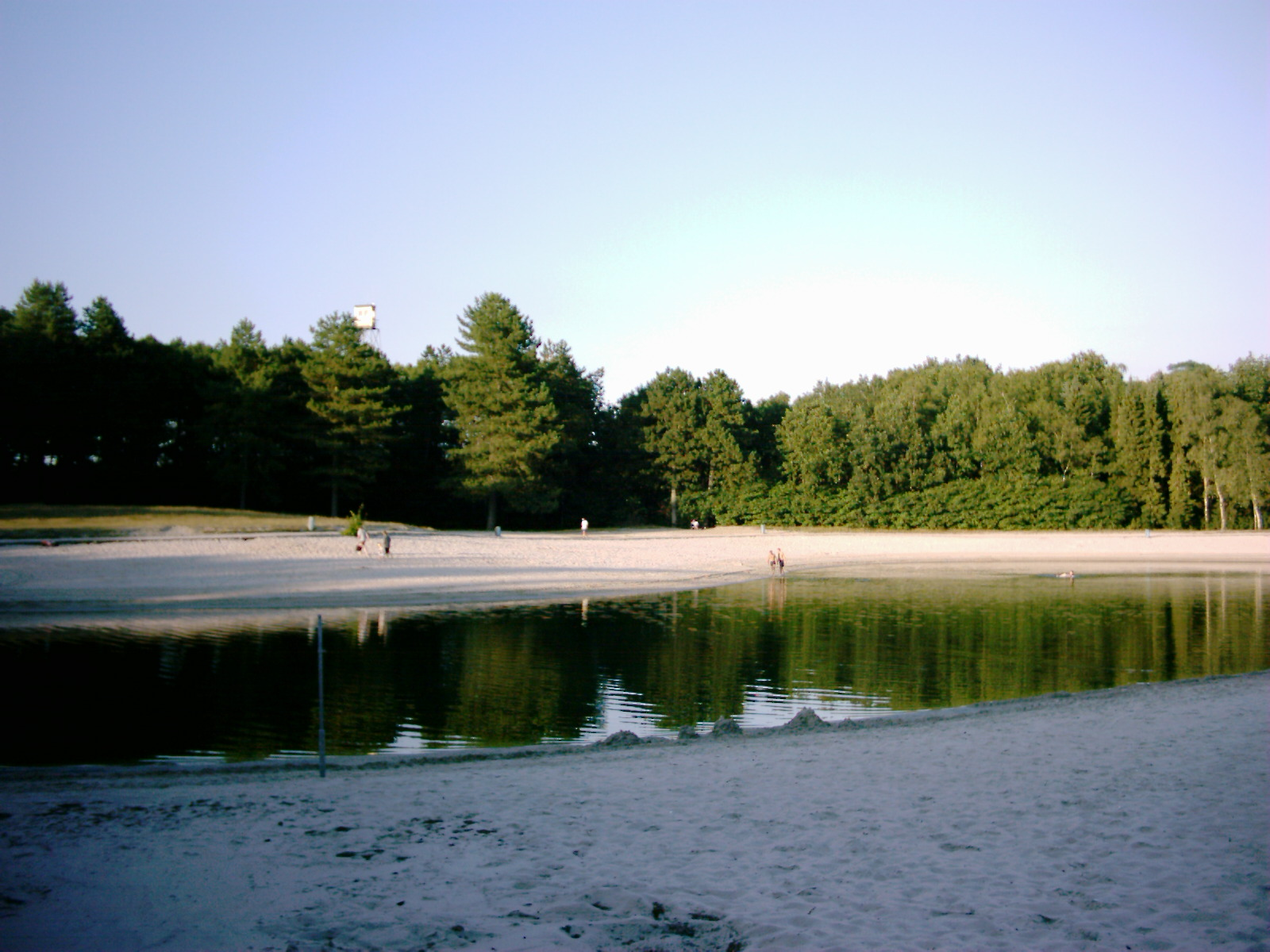
Рекреаційна зона поблизу Стапгорста
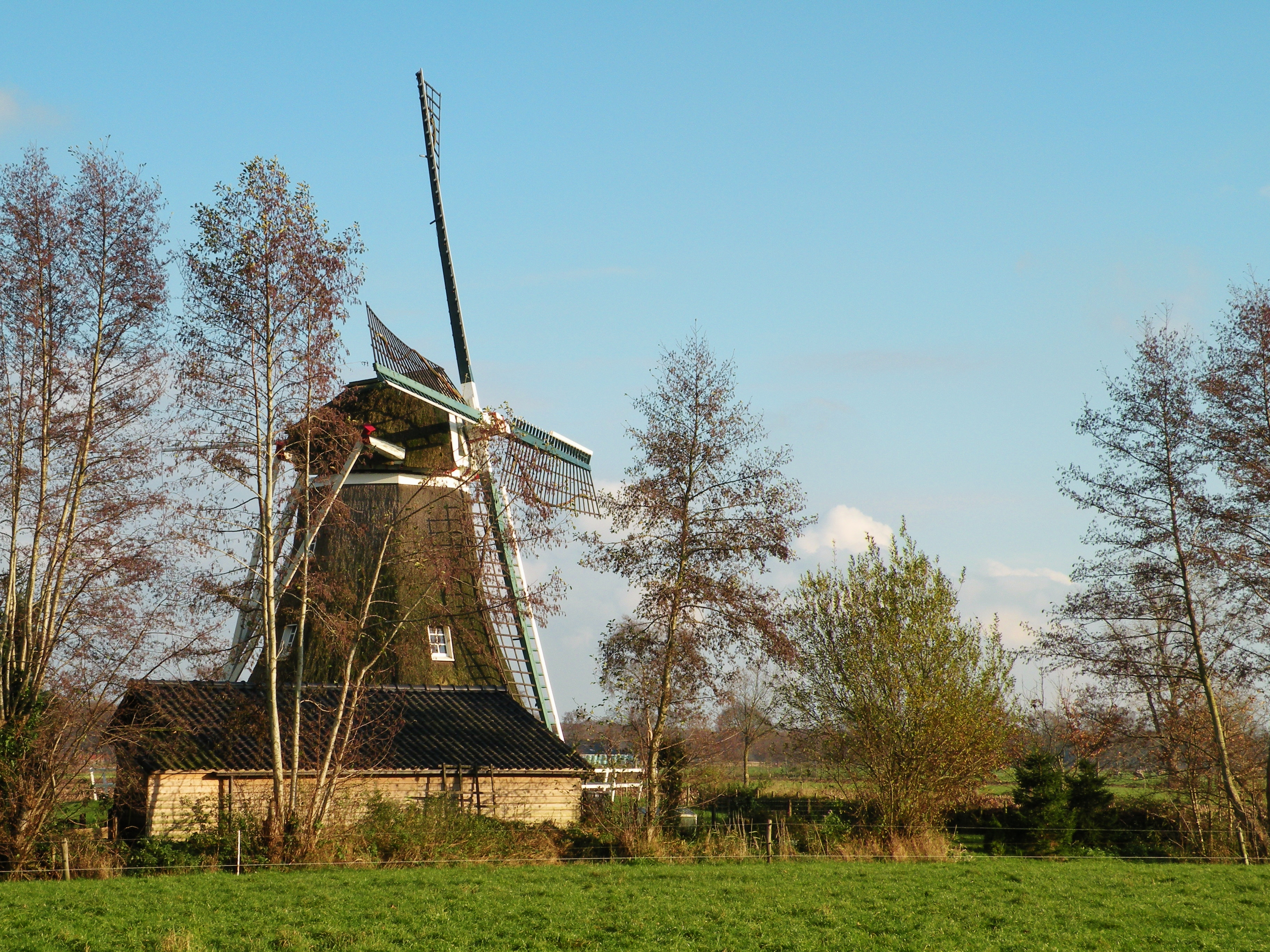
Вітряк De Leijen